# Front Patriotyczny (Cypr)
Front Patriotyczny, PM (gr. Πατριωτικό Μέτωπο) – nieistniejąca prawicowa partia polityczna na Cyprze. Jej liderem był Glafkos Kliridis.
Front Patriotyczny wystartował w pierwszych wyborach parlamentarnych w 1960 roku, których był zwycięzcą. Wprowadził do Izby Reprezentantów 28 swoich przedstawicieli.

## Wyniki wyborów parlamentarnych
| Wybory | Procent głosów | Liczba mandatów | +/- |
| ------ | -------------- | --------------- | --- |
| 1960   | 56,10%         | 28              | –   |